# Wet ambulancevervoer
De Wet ambulancevervoer (WAV) was een  Nederlandse wet die in 1971 is vastgesteld. De wet is per 1 januari 2013 vervangen door de Tijdelijke Wet Ambulancezorg.

## Inhoud
De wet regelt voor het ambulancevervoer het ambulanceaanbod, wie de opdracht geeft tot vervoer, wie het mag uitvoeren en de financiering daarvan. De Provincie zorgt daarbij met hulp van de gemeenten dat vervoerders ritten uitvoeren met financiering van zorgverzekeraars. Vanaf 2011 gaat de Wet ambulancezorg de WAV vervangen. Dan krijgen de zorgverzekeraars een centrale rol. Het ministerie van VWS gaat vergunningen afgeven met een zwaarwegend advies van de zorgverzekeraars en de GHOR. 
De ambulancezorg wordt dan regionaal georganiseerd dat wil zeggen in elke veiligheidsregio komt één ambulancedienst. Bij de start van de vergunningverlening kan alleen de bestaande vervoerder in de regio een aanvraag indienen voor een vergunning.

## Uitvoering door de Provincie en de Gemeente
De Provincie zorgt nu via het regionaal ambulanceplan (RAP) voor de planning, de spreiding, het aantal ambulances en de mate waarin deze paraat staan. Ook voorziet dit plan in de financiering van de ambulancezorg. Het RAP wordt opgesteld in overleg met de zorgverzekeraars. 
Ook stelt de Provincie de gebieden vast waarbinnen gemeenten een Centrale Post Ambulancevervoer (CPA) moeten oprichten en in stand moeten houden. Gemeenten regelen dit meestal in de vorm van een samenwerkingsverband tussen gemeenten. De naam van veel CPA's is in aanloop naar de nieuwe wet Ambulancezorg al gewijzigd in Meldkamer Ambulancezorg (MKA). 
Als het ambulanceaanbod zakt onder het minimum moeten de Provincie en betrokken gemeenten in actie komen. De Provincie moet het tekort melden in één of meer dag- of nieuwsbladen met een termijn wanneer de vervoerscapaciteit weer voldoende is. Als na die termijn er nog steeds een tekort is, zal de Provincie de betrokken gemeenten meedelen, dat de de colleges van B&W het benodigde ambulancevervoer moeten regelen.

## Uitvoering door de Centrale Post Ambulancevervoer, Vervoerders en Zorgverzekeraars
Ambulancevervoer mag nu alleen plaatsvinden na opdracht door de CPA. Vervoerders met een vergunning van de Provincie mogen deze transporten uitvoeren. Vervoersverzoeken komen bij de CPA binnen uit de medische keten en via alarmnummer 112. De CPA is belast met de verdeling en coördinatie van ritten.

Inmiddels zijn de meldkamers van de Brandweer, Politie en Ambulancedienst samengevoegd tot een operationeel centrum, kortweg OC genoemd. Door deze samenvoeging is de onderlinge samenwerking in de acute- hulpverlening sterk geoptimaliseerd.

## Kosten en middelen
De kosten voor ambulancevervoer komen deels voort uit de Wet Tarieven Gezondheidszorg (WTG). Ook zijn de verzekeraars gebonden aan de richtlijnen van het Centraal Orgaan Tarieven Gezondheidszorg (COTG). In het tarief wordt een opslag ter financiering van de CPA meegenomen. 
Ter indicatie in 2009 waren de kosten van ambulancevervoer € 414 miljoen.